# Rio Dâncu
O Rio Dâncu é um rio da Romênia, afluente do Almaş, localizado no distrito de Sălaj.